# Bas Bloem
Bastiaan Roelof (Bas) Bloem (Voorburg, 21 februari 1967) is een Nederlands hoogleraar neurologie verbonden aan de Radboud Universiteit Nijmegen.
Bloem doorliep het Sint-Maartenscollege (Voorburg) en studeerde geneeskunde aan de Rijksuniversiteit Leiden. Hij specialiseerde zich in bewegingsstoornissen en neurologie. Bloem promoveerde daar in 1994 op het proefschrift Postural reflexes in Parkinson’s disease. Hij was een jaar verbonden aan het UCL Queen Square Institute of Neurology van het University College London. 
Sinds 2001 is Bloem verbonden aan de afdeling neurologie van het Radboudumc waar hij in 2002 oprichter was van het 'Parkinson Centrum Nijmegen (ParC)'. Met dr. Marten Munneke richtte hij in 2004 het landelijke netwerk 'ParkinsonNet' op wat meerdere prijzen kreeg en ook internationaal een model werd voor de behandeling van mensen met een chronische ziekte waarbij het verbeteren van de kwaliteit van leven  en het verlagen van de zorgkosten centraal staat. Bloem werd in 2008 benoemd tot hoogleraar neurologie aan de Radboud Universiteit Nijmegen. Hij geldt als een expert op het gebied van de ziekte van Parkinson. Op 30 april 2020 werd hij verkozen tot lid van de Koninklijke Nederlandse Akademie van Wetenschappen (KNAW). Bloem kreeg in 2022 de Stevinpremie toegekend, een belangrijke Nederlandse wetenschappelijke prijs voor "bijzonder succes op het gebied van kennisbenutting voor de samenleving".

## Boeken
- Bloem, B., Hoff, J., Sherer,T., Okun, M.S., & Dorsey, R. 2021. De Parkinsonpandemie. Een recept voor actie. Poiesz Uitgevers. ISBN 978-9081932219

- DBLP: 19/10741
- Gemeinsame Normdatei: 1258799499
- International Standard Name Identifier: 0000 0003 9716 5436
- Library of Congress Control Number: no2020089385
- Nationale Bibliotheek van Tsjechië: xx0233766
- Nederlandse Thesaurus van Auteursnamen: 124532500
- ORCID: 0000-0002-6371-3337
- ResearcherID: H-8013-2014
- Semantic Scholar: 1819487
- Virtual International Authority File: 292288696